# Campionat del món d'handbol femení de 1957
El Campionat del món d'handbol femení de 1957 fou la primera edició del Campionat del món d'handbol femení. Es va disputar a Iugoslàvia entre el 2 i el 20 de juliol de 1957. Tot i tractar-se d'un campionat del món sols hi van prendre part seleccions europees. La victòria fou per a la selecció de Txecoslovàquia.

## Medallistes
| Or | Plata | Bronze |
| Txecoslovàquia Anna Capova · Kveta Janeckova · Vera Aschenbrenerova · Pavla Bartakova · Vlasta Cihakova · Vera Dvorakova · Jana Houskova · Blanka Kotlinova · Stana Kucerova · Jana Malerova · Kveta Marzinova · Veronika Schmiedtova · Alena Dlouha · Libuse Famfulikova Entrenadors · Karel Hostalek · Ladislav Gross | Hongria Eva Arany · Zsusza Beres · Borbala Cselotey · Arpadne Csicsmanyi · Imrene Eger · Ferencne Geszti · Gyulane Hanczmann · Magda Jona · Magda Kiss · Lidia Simonek · Eva Szendi · Maria Valyi · Erika Weser Entrenadors · ? | Iugoslàvia Nada Vučković · Ana Evetović · Jelena Genčić · Magda Hegedüš · Ladislava Horak · Vukosava Lukin · Nevenka Ljubić · Branka Mihalić · Vlasta Nikler · Marija Sabljak · Ankica Ostrun · Nada Rukavina · Katarina Tičić Hosi · Erika Toth Entrenadors · Marijan Flander · Vilim Tičić |

## Equips participants
- Àustria
- Dinamarca
- Hongria
- Iugoslàvia
- Polònia
- RFA
- Romania
- Suècia
- Txecoslovàquia

## Primera fase
Els dos primers de cada grup passen a disputar les posicions de l'1 al 6, mentre els altres disputaran les posicions del 7 al 9.

### Grup A
| Equip     | PJ | G | E | P | GF | GC | DG  | Pts |
| --------- | -- | - | - | - | -- | -- | --- | --- |
| Dinamarca | 2  | 2 | 0 | 0 | 15 | 5  | +10 | 4   |
| Àustria   | 2  | 1 | 0 | 1 | 7  | 10 | –3  | 2   |
| Romania   | 2  | 0 | 0 | 2 | 2  | 9  | –7  | 0   |

| Àustria   | 3–1 | Romania |
| Dinamarca | 6–1 | Romania |
| Dinamarca | 9–4 | Àustria |

### Grup B
| Equip          | PJ | G | E | P | GF | GC | DG | Pts |
| -------------- | -- | - | - | - | -- | -- | -- | --- |
| Txecoslovàquia | 2  | 2 | 0 | 0 | 13 | 8  | +5 | 4   |
| Hongria        | 2  | 1 | 0 | 1 | 13 | 10 | +3 | 2   |
| Suècia         | 2  | 0 | 0 | 2 | 6  | 14 | –8 | 0   |

| Hongria        | 9–2 | Suècia  |
| Txecoslovàquia | 8–4 | Hongria |
| Txecoslovàquia | 5–4 | Suècia  |

### Grup C
| Equip      | PJ | G | E | P | GF | GC | DG  | Pts |
| ---------- | -- | - | - | - | -- | -- | --- | --- |
| Iugoslàvia | 2  | 2 | 0 | 0 | 18 | 9  | +9  | 4   |
| RFA        | 2  | 1 | 0 | 1 | 13 | 11 | +2  | 2   |
| Polònia    | 2  | 0 | 0 | 2 | 7  | 18 | –11 | 0   |

| Iugoslàvia | 11–3 | Polònia |
| RFA        | 7–4  | Polònia |
| Iugoslàvia | 7–6  | RFA     |

## Segona fase
|  | Equips que lluitaran per les posicions 1–2 |
|  | Equips que lluitaran per les posicions 3–4 |

### Grup I
| Equip      | PJ | G | E | P | GF | GC | DG | Pts |
| ---------- | -- | - | - | - | -- | -- | -- | --- |
| Hongria    | 2  | 1 | 1 | 0 | 15 | 9  | +6 | 3   |
| Iugoslàvia | 2  | 1 | 0 | 1 | 14 | 17 | –3 | 2   |
| Dinamarca  | 2  | 0 | 1 | 1 | 12 | 15 | –3 | 1   |

| Hongria    | 10–4 | Iugoslàvia |
| Hongria    | 5–5  | Dinamarca  |
| Iugoslàvia | 10–7 | Dinamarca  |

### Grup II
| Equip          | PJ | G | E | P | GF | GC | DG  | Pts |
| -------------- | -- | - | - | - | -- | -- | --- | --- |
| Txecoslovàquia | 2  | 2 | 0 | 0 | 22 | 7  | +15 | 4   |
| RFA            | 2  | 1 | 0 | 1 | 14 | 18 | –4  | 2   |
| Àustria        | 2  | 0 | 0 | 2 | 11 | 22 | –11 | 0   |

| RFA            | 10–8 | Àustria |
| Txecoslovàquia | 12–3 | Àustria |
| Txecoslovàquia | 10–4 | RFA     |

## Classificacions finals

### Posicions 7 al 9
| Equip   | PJ | G | E | P | GF | GC | DG | Pts |
| ------- | -- | - | - | - | -- | -- | -- | --- |
| Polònia | 2  | 2 | 0 | 0 | 7  | 1  | +6 | 4   |
| Suècia  | 2  | 1 | 0 | 1 | 3  | 5  | –2 | 2   |
| Romania | 2  | 0 | 0 | 2 | 1  | 5  | –4 | 0   |

| Polònia | 4–1 | Suècia  |
| Suècia  | 2–1 | Romania |
| Polònia | 3–0 | Romania |

### Posicions 5 al 6
- Dinamarca -  Àustria : 10-6

### Posicions 3 al 4
- Iugoslàvia -  RDA : 9-6

### Final
- Txecoslovàquia -  Hongria : 7-1

## Classificació final
| Pos | País           | J | G | E | P | GF | GC | Dif |  |
| --- | -------------- | - | - | - | - | -- | -- | --- |  |
| 1   | Txecoslovàquia | 5 | 5 | 0 | 0 | 42 | 16 | +26 |  |
| 2   | Hongria        | 5 | 2 | 1 | 2 | 29 | 26 | +3  |  |
| 3   | Iugoslàvia     | 5 | 4 | 0 | 1 | 41 | 32 | +9  |  |
| 4   | RFA            | 5 | 2 | 0 | 3 | 33 | 38 | –5  |  |
| 5   | Dinamarca      | 5 | 3 | 1 | 1 | 37 | 26 | +11 |  |
| 6   | Àustria        | 5 | 1 | 0 | 4 | 24 | 42 | –18 |  |
|     |                |   |   |   |   |    |    |     |  |
| 7   | Polònia        | 4 | 2 | 0 | 2 | 14 | 19 | –5  |  |
| 8   | Suècia         | 4 | 1 | 0 | 3 | 9  | 19 | –10 |  |
| 9   | Romania        | 4 | 0 | 0 | 4 | 3  | 14 | –11 |  |